# 天津市第五中学
天津市第五中学，简称天津五中，位于天津市红桥区团结路6号。 建校于1950年8月，前身是建于1945年的私立建德工科职业学校，1950年8月收归国办后定名天津市第五中学，1978年被天津市教委审批为天津市首批市级重点中学。